# 万年藓
万年藓（学名：Climacium dendroides）为万年藓科万年藓属下的一个种。万年藓生于针叶林或红松阔叶林下，对生境湿度的要求比较适中。生长在土壤排水比较良好的地方。在落叶松甸子有时亦有生长，但是常发育不良。